# Иранский кризис
Иранский кризис — международный конфликт между СССР с одной стороны, Ираном и западными странами — с другой, произошедший в 1946 году и связанный с присутствием, активизацией и выводом советских войск из оккупированных областей Ирана, ставший прологом к Холодной войне.

## Предыстория
8 июля 1941 года, после начала Великой Отечественной войны, И. В. Сталин, беседуя с послом Великобритании в Советском Союзе Р. Криппсом, затронул ситуацию на Среднем Востоке. Сталина беспокоила большая концентрация агентов Германии, в том числе и диверсантов, на территории Ирана, а также высокой вероятности присоединения Ирана к германской «оси», что непосредственно угрожало бы южным границам СССР. Английская сторона, учитывая нейтралитет Ирана, всё же отнеслась к данным опасениям с пониманием,  и в августе — сентябре 1941 года на территорию Ирана вторглись союзные войска: Великобритании и Советского Союза, сопротивление иранской армии было сломлено.
Срок вывода союзных войск из Ирана был установлен договором 1942 года, по которому страны должны вывести свои войска из Ирана в течение шести месяцев после окончания войны. Также обсуждение вывода войск обсуждалось на Потсдамской конференции, где был оговорен вывод войск в течение 6 месяцев с момента окончания войны с Японией. Окончательно вопрос о выводе войск из Ирана был прояснён только на заседании Совета иностранных дел в Лондоне в сентябре 1945 года.

## Интересы СССР
Кроме военных специалистов в годы войны, обеспечивающих приёмку и прохождение ленд-лиза на территории Ирана, прежде всего в его северных районах, работал и советский гражданский персонал.
По данным проведенной разведки, специалисты-геологи из СССР доложили в Москву о перспективности месторождений нефти в Гогране, Мазандаране и Гиляне, которые на северо-западе соединялись с нефтяными разведочными и эксплуатационными землями Советского Азербайджана, а на северо-востоке с подобными геологическими структурами Туркменской ССР. Одновременно они указывали, что разработка данных месторождений в промышленных масштабах потребует значительных капиталовложений и мероприятий вплоть до «отчуждения» части территории Ирана.
Одновременно экономическую активность в Иране развернули американские нефтяные компании «Стандард вакуум» и «Синклер ойл», а также английская компания «Шелл» при поддержке посольств США и Великобритании. С конца 1943 — начала 1944 при благосклонном отношении иранского правительства они приступили к переговорам в Тегеране о предоставлении им нефтяных концессий в южной части Ирана, в Белуджистане. Активность союзников беспокоила руководство СССР, что ускорило работу над подготовкой договора о заключении с Ираном собственной нефтяной концессии. За стремлением к получению концессии у Москвы не стояло актуальной потребности в получении ещё одного нефтяного источника: несмотря на тяжёлый период СССР был самодостаточен по нефтяным ресурсам. Советское руководство видело стратегической задачей привязать Тегеран к своей политике и не допустить создания на южных границах СССР блока враждебных капиталистических стран.

## Ход конфликта
К 1 января 1946 года Иран покинули все американские войска. Великобритания заявила, что её войска уйдут до 2 марта.
Во время оккупации значительно выросло политическое влияние Советского Союза на северных территориях Ирана. 3 сентября 1945 года в Тебризе было объявлено о создании Демократической партии Иранского Азербайджана, которая во главе с Сеидом Пишевари объявила себя во главе Иранского Азербайджана. 18-21 ноября в провинции был совершен переворот. 12 декабря 1945 года, после недель ожесточённой борьбы, Сеид Пишевари провозгласил образование Демократической Республики Азербайджан. 15 декабря в Мехабаде, столице нейтральной территории между советской и британской зонами оккупации, было основано курдское народное правительство под руководством Кази Мухаммеда. 22 января 1946 года Кази Мухаммад объявил о создании автономной Республики Махабад. Советские войска поддерживали существование новой автономии и препятствовали иранской армии установить контроль над регионом.
В ответ на эти действия Иран обвинил СССР в экспансионизме и подал первую в истории ООН официальную жалобу в Совет Безопасности Организации Объединённых Наций.
30 января 1946 года ООН единогласно принял Резолюцию Совета Безопасности ООН 2, которая призвала Иран и Советский Союз разрешить свой конфликт, касающийся размещения советских войск на территории Ирана.
4 и 5 марта советские танковые колонны начали движение к столице Ирана Тегерану, а также к границам с Турцией и Ираком. Эти меры встретили жёсткую реакцию не только Ирана, но и ведущих западных столиц. Правительство Ирана 18 марта в острой форме поставило перед Советом Безопасности вопрос о немедленной эвакуации всех советских войск. Москва пыталась отложить проведение заседания Совета Безопасности хотя бы до 1 апреля. Когда это не удалось, советский представитель А. А. Громыко покинул заседание Совета.
Жёсткая позиция западных стран, негативное международное общественное мнение вынудили Кремль пойти на уступки. 24 марта Москва сообщила, что соглашение с Тегераном достигнуто и что советские войска будут выведены из Ирана в течение 5-6 недель. 24 марта тегеранское радио сообщило о возобновлении вывода советских войск из Ирана. Источником информации послужила состоявшаяся в тот же день встреча премьер-министра Кавама ас-Салтане с новым советским послом И. В. Садчиковым, на которой иранской стороне и было вручено письмо о полученном советским командованием предписании закончить все приготовления к выводу войск в полуторамесячный, считая с 24 марта, срок.
4 апреля была принята Резолюция Совета Безопасности ООН 3, касающаяся наличия и вывода советских войск из Ирана. Также 4 апреля 1946 года в Москве было подписано советско-иранское соглашение, согласно которому Москва обязалась вывести войска, а Тегеран дал согласие на создание смешанного советско-иранского нефтяного общества, и предоставить ему нефтяные концессии в Северном Иране. 8 мая была принята Резолюция Совета Безопасности ООН 5 о выводе советских войск из Ирана.
9 мая 1946 года эвакуация советских войск и имущества с территории Ирана была полностью завершена, после чего новый состав иранского меджлиса отказался ратифицировать советско-иранское соглашение о совместном нефтяном обществе. СССР в ответ сделал ставку на иранских курдов, создав на территории Советского Азербайджана базы подготовки боевиков, главной целью которых было разжигание восстания на территории Иранского Курдистана. В 1947 году вооруженные отряды курдов численностью до 2 тысяч человек под командованием муллы М. Барзани вошли на территории Иранского Азербайджана и вступили в бой с шахскими войсками, однако вскоре под ударами регулярных иранских частей им пришлось отойти.

## Последствия
Затягивание вывода советских войск из Ирана и направление войск к границам Турции привело к обострению отношений между союзниками и стало одной из причин Xолодной войны.
За участие в военных действиях в Иранской Азербайджане в шахской армии 12 декабря 1946 года была учреждена Медаль «За Азербайджан».

## Комментарии
1. ↑  Из них 700 активистов в Тегеране, остальные 1500 разбросаны по всему Ирану[4]